# Euastrum occidentale
Euastrum occidentale là một loài Song tinh tảo trong họ Desmidiaceae, thuộc chi Euastrum.